# Dzielnica
En el sistema polaco de administración local, una dzielnica (AFI: [d͡ʑelˈɲit͡sa]; plural polaco: dzielnice) es una subdivisión administrativa o distrito de una ciudad. Una dzielnica puede tener su propio consejo electo (rada dzielnicy, o consejo de distrito), y las de Varsovia tienen cada una su alcalde o jefe de distrito propio (burmistrz, término con el mismo origen que burgomaestre). Al igual que el osiedle y el sołectwo, una dzielnica es una unidad auxiliar (jednostka pomocnicza) de una gmina. Estas unidades están creadas por decisión del consejo de gmina, y no tiene personalidad legal propia. 
Las unidades subsidiarias de muchas ciudades se denominan osiedles más que dzielnicas, aunque también es posible que existan osiedles en una dzielnica. El número y tamaño de las dzielnicas varía significativamente de una ciudad a otra. Varsovia tiene 18 dzielnicas, al igual que Cracovia; Gdańsk tiene 34, Gdynia 22, Lublin 27, Katowice 22 y Szczecin 4. Algunas ciudades ya no están formalmente divididas en dzielnicas, aunque las antiguas dzielnicas se siguen denominando así y funcionan como áreas de jurisdicción administrativa. Tanto Łódź como Breslavia y Poznań se dividen en cinco distritos de este tipo. 
La palabra dzielnica también se utiliza informalmente en polaco para designar cualquier parte diferenciada de una ciudad. Históricamente también puede referirse a una región del país, en particular cualquiera de los cinco principados en los que Polonia fue dividida tras la muerte de Boleslao III el Bocatorcida en 1138.